# Klient (serial telewizyjny)
Klient (ang. The Client, 1995–1996) – amerykański serial sensacyjny.

## Emisja
Światowa premiera serialu miała miejsce 17 września 1995 r. na kanale CBS. Ostatni odcinek został wyemitowany 16 kwietnia 1996 r. W Polsce serial nadawany był na kanałach TVP1, TVN i TVN 7.

## Obsada
- Ossie Davis jako sędzia Harry Roosevelt (14 odcinków)[1]
- David Barry Gray jako Clint McGuire (21)
- John Heard jako Roy Foltrigg (21)
- Polly Holliday jako mama Love (21)
- JoBeth Williams jako Regina „Reggie” Love (21)
- David Michael Mullins jako Lewis Maddox (7)
- Burke Moses jako Jackson Love (6)
- William Converse-Roberts jako dr Gus Cardoni (6)
- Derek McGrath jako Arnie (4)
- Valerie Mahaffey jako Ellie Foltrigg (4)
- Thom Barry jako sędzia (4)
- Brixton Karnes jako oficer Brill (4)
- Mac Davis jako Waldo Gaines (3)
- Harry Lennix jako Daniel Holbrook (3)
- Emilio Borelli jako Nick (3)
- Allen Williams jako Howard Straithe (3)
- Timothy Carhart jako Walon Clark (3)
- Emmanuelle Bach jako Nicole (3)
- Ed Krieger jako komornik (3)
- Ray McKinnon jako Lenny Barlow (2)
- Susan Gibney jako Claudette Gaines (2)
- Stephen Meadows jako Michael (2)
- Brian McNamara jako Ted Porter (2)
- Sterling Macer Jr. jako Russell (2)
- James McDonnell jako Parker Cole (2)
- Cody Dorkin jako Eric Gaines (2)
- Melody Kay jako Alison (2)
- F. William Parker jako sędzia Neff (2)
- Terry Markwell jako Marianne (2)
- Cynthia Avila jako Rosemary (2)
- Johnny Moran jako Bobby Beaufort (2)

## Spis odcinków
| N/o            | Tytuł angielski           |
| -------------- | ------------------------- |
|                |                           |
| SERIA PIERWSZA |                           |
|                |                           |
| 01             | Pilot                     |
|                |                           |
| 02             | A Perfect World           |
|                |                           |
| 03             | Them That Has             |
|                |                           |
| 04             | The Peach Orchard         |
|                |                           |
| 05             | Drive, He Said            |
|                |                           |
| 06             | The Burning of Atlanta    |
|                |                           |
| 07             | Dear Harris               |
|                |                           |
| 08             | The Prodigal Father       |
|                |                           |
| 09             | Child's Play              |
|                |                           |
| 10             | Happily Ever After        |
|                |                           |
| 11             | The Way Things Never Were |
|                |                           |
| 12             | Sympathy for the Devil    |
|                |                           |
| 13             | Motherless Child          |
|                |                           |
| 14             | Private Lives             |
|                |                           |
| 15             | Winning                   |
|                |                           |
| 16             | The Morning After         |
|                |                           |
| 17             | Damn Yankees              |
|                |                           |
| 18             | The High Ground           |
|                |                           |
| 19             | Past Imperfect            |
|                |                           |
| 20             | The Good Samaritan        |
|                |                           |
| 21             | Money Talks               |
|                |                           |